# Stibadium hilli
Stibadium hilli är en fjärilsart som beskrevs av Barnes och Benjamin 1923. Stibadium hilli ingår i släktet Stibadium och familjen nattflyn. Inga underarter finns listade i Catalogue of Life.